# کدون آغاز

کدون آغاز (دایره آبی) ژن MT-ATP6 دی‌ان‌ای میتوکندریایی انسان. برای هر مجموعهٔ سه‌نوکلئوتیدی (براکت‌های مربع)، اسید آمینه مربوطه (کد یک حرفی)، یا در قاب خواندن +۱ برای MT-ATP8 (قرمز) یا در قاب +۳ برای MT-ATP6 (به‌رنگ آبی) داده می‌شود). در این ناحیه ب ژنومی، این دو ژن با هم همپوشانی دارند.

کدون آغاز نخستین کدون رونوشت آران‌ای پیام‌رسان (mRNA) است که توسط یک ریبوزوم، ترجمه شده‌است. کدون آغاز، همیشه متیونین را در یوکاریوت‌ها و آرکی‌ها و یک ان-فورمیل‌متیونین را در باکتری‌ها، میتوکندری‌ها و پلاست‌ها کد می‌کند. رایج‌ترین کدون آغاز، AUG است (یعنی ATG در توالی دی‌ان‌ای مربوطه).
پیش از کدون آغاز، یک ناحیهٔ ترجمه‌نشدهٔ ۵' (5' UTR) قرار می‌گیرد. در پروکاریوت‌ها این ناحیه، شامل محل اتصال ریبوزوم است.

## کدون‌های آغاز جایگزین
کدون‌های آغاز جایگزین با کدون استاندارد AUG متفاوت هستند و هم در پروکاریوت‌ها (باکتری‌ها و آرکی‌ها) و هم در یوکاریوت‌ها یافت می‌شوند. کدون‌های آغاز جایگزین، زمانی‌که در شروع یک پروتئین هستند، همچنان به‌عنوان متیونین ترجمه می‌شوند (حتی اگر کدون، یک اسید آمینهٔ متفاوت را در حالت معمول، کدگذاری کند). این به‌این دلیل است که یک آران‌ای حامل جداگانه (tRNA) برای آغاز استفاده می‌شود.

### یوکاریوت‌ها
کدون‌های آغاز جایگزین (غیر AUG) در ژنوم‌های یوکاریوتی بسیار نادر هستند. با این‌حال، کدون‌های شروع غیر AUG به‌طور طبیعی برای برخی از آران‌ای‌های پیام‌رسان سلولی گزارش شده‌است. هفت مورد از ۹ جایگزینی تک‌نوکلئوتیدی ممکن در کدون آغازی AUG دی هیدروفولات ردوکتاز به‌عنوان سایت‌های شروع ترجمه در سلول‌های پستانداران کاربردی بودند. علاوه بر مسیر کدون متعارف متیونین-tRNA متیونین و AUG، سلول‌های پستانداران می‌توانند ترجمه با لوسین را با استفاده از یک لوسیل-tRNAی خاص که کدون CUG را رمزگشایی می‌کند، آغاز کنند.
کاندیدا آلبیکنس از کدون آغاز CAG استفاده می‌کند.

### پروکاریوت‌ها
پروکاریوت‌ها به‌طور قابل‌توجهی از کدون‌های آغاز جایگزین استفاده می‌کنند (به‌طور عمده GUG و UUG). این کدون‌های آغاز، متناوب و فراوانی استفاده از آن‌ها در مقایسه با یوکاریوت‌ها مورد مطالعه قرار گرفت و نظریهٔ اجداد مشترک را رد کرد.
ا
نواحی کدگذاری معروفی که کدون‌های آغازین AUG ندارند، مناطق lacI (GUG) و lacA (UUG) در اشریشیا کلی اپران لک هستند. دو مطالعهٔ جدیدتر به‌طور مستقل نشان داده‌اند که ۱۷ یا بیشتر کدون آغاز غیرAUG ممکن است ترجمه را در اشریشیا کلی آغاز کنند.

### میتوکندری
ژنوم‌های میتوکندریایی از کدون‌های آغاز متناوب به‌طور قابل‌توجهی استفاده می‌کنند (AUA و AUG در انسان). بسیاری از این نمونه‌ها، با کدون، محدودهٔ سیستماتیک، و نقل قول، در فهرست جداول ترجمه مرکز ملی اطلاعات زیست‌فناوری (NCBI) آورده شده‌است.

## کدون‌های آغاز مهندسی‌شده
آران‌ای‌های حامل آغازگر مهندسی‌شده (tRNA fMet2 با آنتی‌کدون CUA) برای آغاز ترجمه در کدون خاتمه UAG استفاده شده‌است. این نوع آران‌ای حامل مهندسی‌شده، آران‌ای حامل سرکوب‌گر بی‌معنی نامیده می‌شود، زیرا کدون خاتمه ترجمه را که معمولاً در کدون‌های UAG رخ می‌دهد، سرکوب می‌کند.